# یاسین بن طلعه
یاسین بن طلعه (انگلیسی: Yacine Bentalaa؛ زادهٔ ۲۴ سپتامبر ۱۹۵۵) یک بازیکن فوتبال اهل الجزایر است.
از باشگاه‌هایی که در آن بازی کرده‌است می‌توان به باشگاه فوتبال اتحاد الجزایر اشاره کرد. وی عضو تیم ملی فوتبال الجزایر در جام جهانی فوتبال ۱۹۸۲ بوده است.